# Procar-Serie

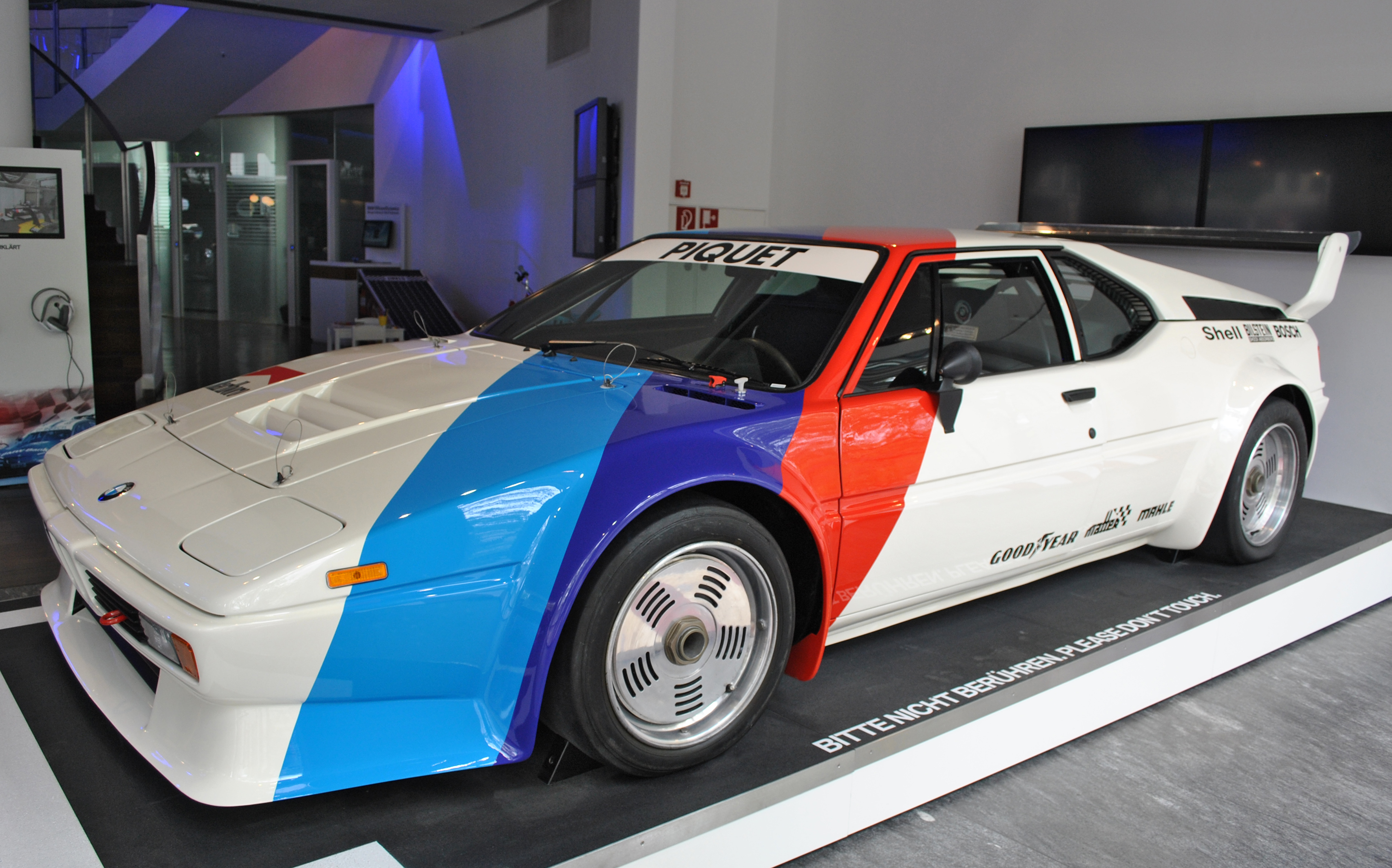
BMW M1 Procar von Nelson Piquet

Die BMW-M1-Procar-Meisterschaft, auch Procar-Serie genannt, wurde mit BMW-M1-Procars in den Jahren 1979 und 1980 größtenteils im Rahmenprogramm von europäischen Formel-1-Rennen ausgetragen. Das erste Rennen fand am 12. Mai 1979 im belgischen Zolder statt.
In der Procar-Serie traten die fünf schnellsten Formel-1-Fahrer aus den Trainingsläufen mit Werksfahrzeugen des BMW M1 gegen höchstens 19 Sportwagen- und Privatpiloten dieses Fahrzeugtyps an. Außer den Teamchefs von Ferrari und Renault – selbst Hersteller von Straßenfahrzeugen – gaben alle Formel-1-Rennställe ihren Fahrern die Erlaubnis, an den Procar-Rennen teilzunehmen.
Die Renndistanz betrug rund ein Drittel der Grand-Prix-Distanz des jeweiligen Formel-1-Rennens. Ausgetragen wurden die Läufe der Procar-Serie an den Formel-1-Wochenenden immer am Samstag nach dem Abschlusstraining der Formel 1. Mit den Rennen der Procar-Serie konnten sich die Zuschauer ein Bild von den fahrerischen Fähigkeiten der besten Fahrer auf vergleichbaren Fahrzeugen machen.
Der Sieger eines Rennens erhielt 20 Meisterschaftspunkte, die folgenden Platzierungen erhielten 15, 12, 10, 8, 6, 4, 3, 2 und 1 Punkt. Der Fahrer mit den meisten Punkten am Ende der Saison gewann die Procar-Meisterschaft und erhielt als Preis eine Straßenversion des BMW M1, sein Team einen zweiten. Der zweitplatzierte Fahrer und dessen Team erhielten je einen BMW 528i, der Drittplatzierte und dessen Team je einen BMW 323i. Nach jedem Lauf der Procar-Serie 1979 wurden für den ersten Platz 5.000 US-Dollar bezahlt, für den zweiten Platz 3.000 und für den dritten Platz 1.000 US-Dollar. Die erste Saison 1979 gewann der dreifache Formel-1-Weltmeister Niki Lauda, die zweite und letzte Saison 1980 gewann Nelson Piquet.
Anlässlich des Großen Preises von Deutschland in Hockenheim gab es am 19./20. Juli 2008 ein Procar Revival, an dem zehn BMW-M1-Rennwagen teilnahmen. Angeführt von Jochen Neerpasch im Andy-Warhol-Art Car mit Beifahrer Frank Stella absolvierten Fahrer wie Christian Danner, Harald Grohs, Helmut Kelleners, Christian Klien, Jacques Laffite, Niki Lauda, Sepp Manhalter, Jörg Müller, Dieter Quester, Marc Surer und Leopold Prinz von Bayern zwei Show-Rennen.

## Fahrzeuge
Für die Rennserie, die praktisch ein Markenpokal war, entstanden bei den drei Procar-Produzenten insgesamt 44 Rennwagen (andere Quellen sprechen von 48 Fahrzeugen), wobei die für die Formel-1-Fahrer bestimmten Fahrzeuge ausschließlich bei der BMW Motorsport GmbH in München gebaut wurden. Die vormontierten BMW M1 wurden also entweder direkt bei der BMW Motorsport GmbH oder bei den Rennwagenherstellern Osella in Italien oder Project Four in England komplettiert, wobei die Auswahl und Bereitstellung der Teile durch die Münchner vorgenommen wurden. Jochen Neerpasch, damals Geschäftsführer der BMW Motorsport GmbH, versprach sich von dieser Diversifikation eine gesunde Konkurrenz im Bestreben, bestmögliche Ergebnisse zu erzielen. Privatfahrer konnten den rennfertigen M1 in Procar-Version, der in 4,5 Sekunden von 0 auf 100 km/h beschleunigte und knapp über 300 km/h schnell war, für 150.000 DM erstehen. Alle Rennwagen hatten 345 kW / 470 PS bei 9.000 min−1 und waren technisch weitestgehend identisch. Geringe Unterschiede gab es lediglich in der Fahrwerksabstimmung und in der Stellung der Spoiler. Um sicherzustellen, dass alle Procars tatsächlich über die gleiche Leistung verfügten, wurde ein auf 8.500 min−1 eingestellter Drehzahlbegrenzer mit einem bordunabhängigen Drehzahlmess- und Speichersystem kombiniert, um Abweichungen exakt feststellen zu können.
Neben den von BMW, Osella und Project Four aufgebauten Fahrzeugen wurden weitere Rennwagen von namhaften Rennteams vorbereitet und eingesetzt. Aus dem Tourenwagensport bekannte Teams wie Tom Walkinshaw Racing, Eggenberger Motorsport, Ëcurie Automobile Arvor und Schnitzer Motorsport sowie Sportwagen-Teams wie Team Konrad und GS-Tuning nahmen ebenfalls an den Procar-Rennen teil.

## Saison 1979

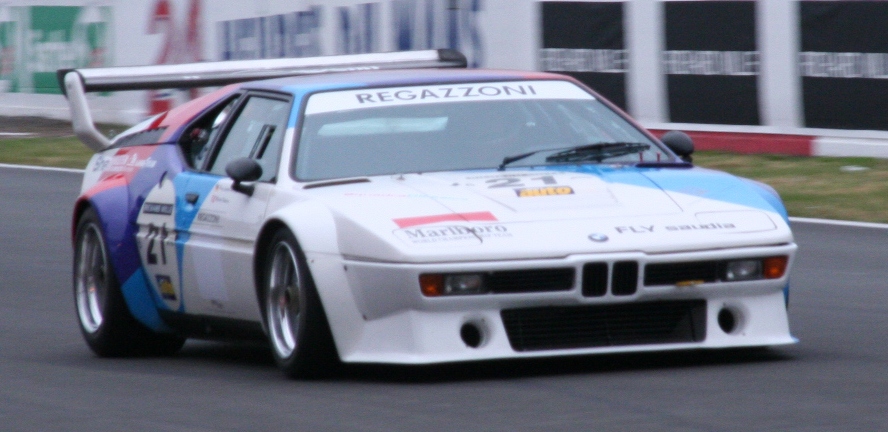
BMW M1 Procar von Clay Regazzoni

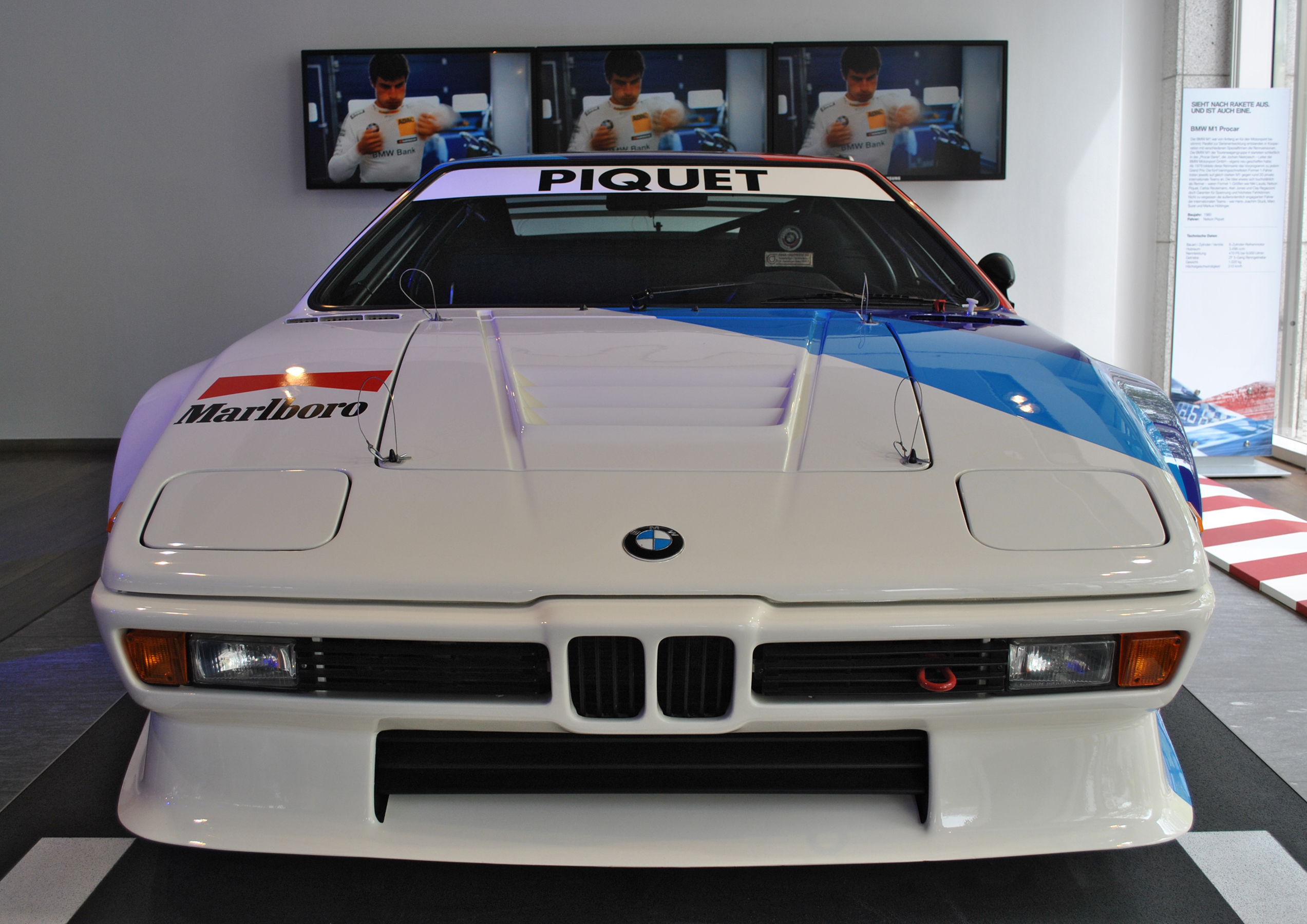
BMW M1 Procar von BMW Motorsport für Nelson Piquet

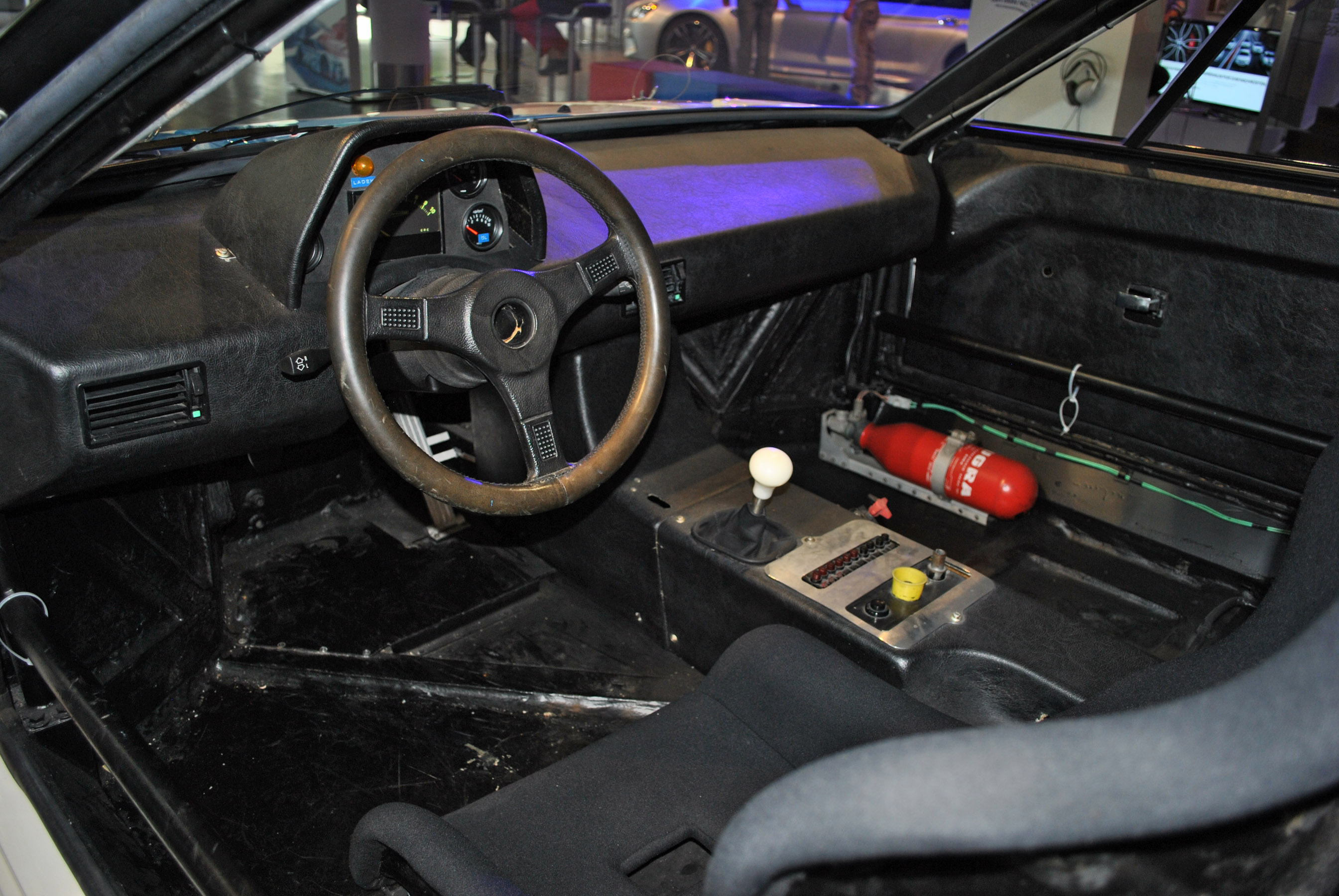
Blick in das Cockpit eines BMW M1 Procar

Der Rennkalender für die erste Saison der Procar-Meisterschaft sah Veranstaltungen von Mai bis September vor, wobei parallel zu den Formel-1-Rennen in Europa acht Läufe stattfanden. Ein neunter Lauf fand in Donington Park als Teil der Gunnar Nilsson Memorial Trophy – einer Wohltätigkeitsveranstaltung für die Gunnar Nilsson Krebs-Stiftung – statt, wofür es aber keine Meisterschaftspunkte gab.
Die ersten fünf Startplätze in einem der Procar-M1 von BMW Motorsport waren für die fünf besten Formel-1-Fahrer des Freitagstrainings reserviert. Im Laufe der Saison waren dies Mario Andretti, Patrick Depailler, Emerson Fittipaldi, James Hunt, Jean-Pierre Jarier, Alan Jones, Jacques Laffite, Niki Lauda, Nelson Piquet, Didier Pironi, Clay Regazzoni und John Watson. Teo Fabi, Tiff Needell, Hans-Georg Bürger und Michael Bleekemolen fuhren ebenfalls für das Werksteam, obwohl sie zu dieser Zeit keine Formel-1-Rennfahrer waren. Nach dem ersten Rennen wurde ein Platz für Hans-Georg Bürger in einem der Werks-Procars frei, da Niki Lauda ab dem zweiten Rennen einen BMW M1 von Project Four fuhr. Chef dieses Teams war Ron Dennis, der 1984 Teamchef von McLaren war, als Niki Lauda mit diesem Team Weltmeister wurde.

### Rennergebnisse
| Nr. | Datum        | Veranstaltung                   | Rennstrecke               | Sieger             | Team                 |
| --- | ------------ | ------------------------------- | ------------------------- | ------------------ | -------------------- |
| 1   | 12. Mai      | Großer Preis von Belgien        | Circuit Zolder            | Elio de Angelis    | Osella Squadra Corse |
| 2   | 26. Mai      | Großer Preis von Monaco         | Circuit de Monaco         | Niki Lauda         | Project Four Racing  |
| –   | 3. Juni      | Gunnar Nilsson Memorial Trophy  | Donington Park            | Nelson Piquet      | BMW Motorsport       |
| 3   | 30. Juni     | Großer Preis von Frankreich     | Circuit de Dijon-Prenois  | Nelson Piquet      | BMW Motorsport       |
| 4   | 13. Juli     | Großer Preis von Großbritannien | Silverstone Circuit       | Niki Lauda         | Project Four Racing  |
| 5   | 28. Juli     | Großer Preis von Deutschland    | Hockenheimring            | Niki Lauda         | Project Four Racing  |
| 6   | 11. August   | Großer Preis von Österreich     | Österreichring            | Jacques Laffite    | BMW Motorsport       |
| 7   | 25. August   | Großer Preis der Niederlande    | Circuit Zandvoort         | Hans-Joachim Stuck | Cassani Racing       |
| 8   | 8. September | Großer Preis von Italien        | Autodromo Nazionale Monza | Hans-Joachim Stuck | Cassani Racing       |

### Meisterschaftswertung
Die Tabelle zeigt die Fahrerwertung nach acht Meisterschaftsläufen. Niki Lauda gewann die erste Meisterschaft, wobei er das erste Rennen mit einem Werks-Procar bestritt. In den weiteren sieben Rennen fuhr er einen Wagen von Project Four.
| Pos. | Fahrer                       | Team(s)                              | Punkte |
| ---- | ---------------------------- | ------------------------------------ | ------ |
| 1    | Niki Lauda                   | BMW Motorsport / Project Four Racing | 78     |
| 2    | Hans-Joachim Stuck           | Cassani Racing                       | 73     |
| 3    | Clay Regazzoni               | BMW Motorsport                       | 61     |
| 4    | Markus Höttinger             | GS-Tuning / Dr. Helmut Marko         | 45     |
| 5    | Toine Hezemans               | Alimpo Sport                         | 44     |
| 6=   | Nelson Piquet                | BMW Motorsport                       | 35     |
| 6=   | Jacques Laffite              | BMW Motorsport                       | 35     |
| 8    | Didier Pironi                | BMW Motorsport                       | 34     |
| 9    | Helmut Kelleners             | Eggenberger Motorsport               | 33     |
| 10   | Alan Jones                   | BMW Motorsport                       | 26     |
| 11   | Marc Surer                   | BMW Schweiz / Heidegger              | 23     |
| 12   | Dieter Quester               | Tom Walkinshaw Racing                | 22     |
| 13=  | Manfred Winkelhock           | Winkelhock Racing                    | 20     |
| 13=  | Elio de Angelis              | BMW Italia / Osella Squadra Corse    | 20     |
| 15   | Hans-Georg Bürger            | BMW Motorsport                       | 18     |
| 16   | Wolfgang Schütz              | Schütz Racing                        | 17     |
| 17   | Emerson Fittipaldi           | BMW Motorsport                       | 12     |
| 18   | Jean-Louis Lafosse           | Ecurie Automobile Arvor              | 7      |
| 19=  | Bruno Giacomelli             | BMW Italia / Osella Squadra Corse    | 6      |
| 19=  | Jean-Pierre Beltoise         | Winkelhock Racing                    | 6      |
| 19=  | Sepp Manhalter               | Schnitzer Motorsport                 | 6      |
| 22=  | Jochen Mass                  | Team Krebs                           | 4      |
| 22=  | Franz Konrad                 | Konrad-Racing                        | 4      |
| 24=  | Walter Brun                  | Team Lepitre                         | 3      |
| 24=  | Carlos Reutemann             | BMW Motorsport                       | 3      |
| 24=  | Eddie Cheever                | BMW Italia / Osella Squadra Corse    | 3      |
| 27=  | Tiff Needell                 | BMW Motorsport                       | 2      |
| 27=  | Jean-Pierre Jarier           | BMW Motorsport                       | 2      |
| 29=  | Markus Hotz                  | BMW Schweiz / Heidegger              | 1      |
| 29=  | „John Winter“ (Louis Krages) | Konrad-Racing                        | 1      |

## Saison 1980

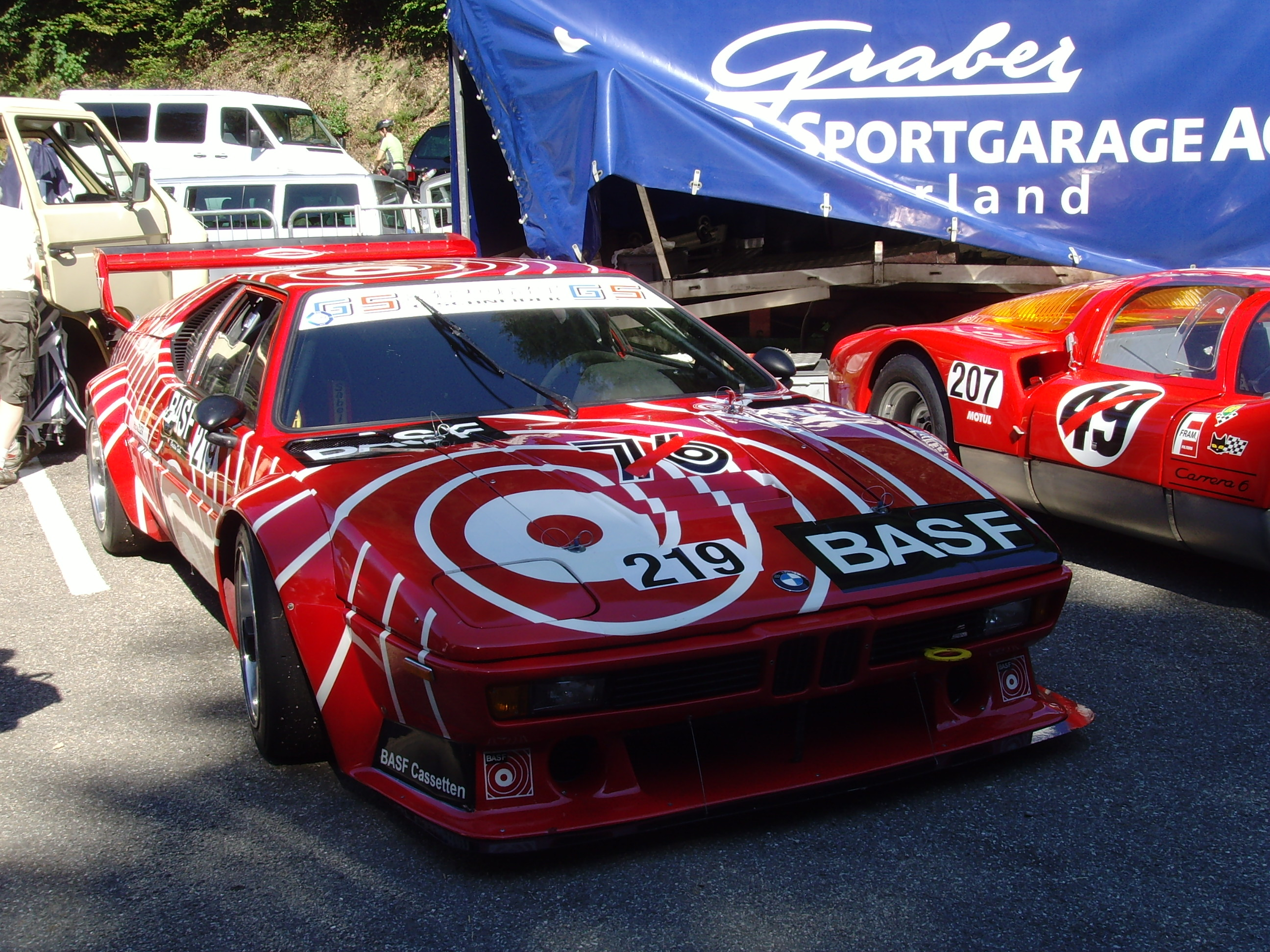
BMW M1 Procar von GS-Tuning

In der zweiten Saison der Procar-Meisterschaft wurde der Rennkalender verändert und erweitert, so dass die Rennen nicht mehr ausnahmslos in Verbindung mit Formel-1-Rennen ausgetragen wurden. Dies erlaubte einen früheren Beginn der Meisterschaftssaison im April, da das erste europäische Formel-1-Rennen 1980 erst im Mai in Zolder stattfand.
Das Rennen in Donington Park zählte nun zur Meisterschaft. Es kamen mit dem Avusrennen und den 200 Meilen von Nürnberg im Rahmen der Deutschen Rennsport Meisterschaft zwei Rennen in Deutschland hinzu. Im Rennkalender blieben sechs Formel-1-Grand-Prix.
Bei den Procar-Rennen, die nicht im Rahmen eines Grand-Prix ausgetragen wurden, gab es keine Formel-1-Trainingsläufe, so dass die Plätze in den Rennwagen des BMW-Werksteams anders vergeben werden mussten. Es wurden daher fünf Formel-1-Fahrer direkt für diese Rennen nominiert. Dies waren Alan Jones, Jacques Laffite, Nelson Piquet, Didier Pironi und Carlos Reutemann. Darüber hinaus qualifizierten sich an den Grand-Prix-Wochenenden die Formel-1-Fahrer Mario Andretti, Derek Daly, Jean-Pierre Jarier, Riccardo Patrese und Alain Prost. Allerdings waren für die Formel-1-Fahrer in der Saison 1980 im Gegensatz zum Vorjahr nicht mehr automatisch die ersten fünf Startplätze reserviert, sondern die Formel-1-Piloten mussten sich für die Startaufstellung qualifizieren. Die Startnummern der Grand-Prix-Fahrer waren identisch mit ihren Startnummern in der Formel 1.
Die Fahrzeuge des Werksteams erhielten 1980 neue Lackierungen. Beim Rennen in Monaco waren die Werkswagen Weiß mit einem diagonalen roten Querstreifen, später waren die Werks-Rennwagen mit einem hellgrünen Querstreifen lackiert.
Die meisten Teams aus dem Vorjahr waren auch 1980 wieder dabei, so beispielsweise Project Four, GS-Tuning, Eggenberger Motorsport, Cassani Racing und Schnitzer Motorsport. Newcomer waren die Teams von Arturo Merzario, Dieter Quester und Helmut Marko sowie der Schweizer Sportwagenrennstall Sauber Motorsport.

### Rennergebnisse
| Nr. | Datum         | Veranstaltung                   | Rennstrecke            | Sieger             | Team                |
| --- | ------------- | ------------------------------- | ---------------------- | ------------------ | ------------------- |
| 1   | 26. April     | Internationales Procar Meeting  | Donington Park         | Jan Lammers        | BMW Holland         |
| 2   | 11. Mai       | Avusrennen                      | AVUS                   | Manfred Schurti    | Cassani Racing      |
| 3   | 17. Mai       | Großer Preis von Monaco         | Circuit de Monaco      | Hans-Joachim Stuck | Project Four Racing |
| 4   | 22. Juni      | 200 Meilen von Nürnberg         | Norisring              | Hans-Joachim Stuck | Project Four Racing |
| 5   | 12. Juli      | Großer Preis von Großbritannien | Brands Hatch           | Carlos Reutemann   | BMW Motorsport      |
| 6   | 9. August     | Großer Preis von Deutschland    | Hockenheimring         | Didier Pironi      | BMW Motorsport      |
| 7   | 16. August    | Großer Preis von Österreich     | Österreichring         | Nelson Piquet      | BMW Motorsport      |
| 8   | 30. August    | Großer Preis der Niederlande    | Circuit Zandvoort      | Nelson Piquet      | BMW Motorsport      |
| 9   | 13. September | Großer Preis von Italien        | Autodromo Dino Ferrari | Nelson Piquet      | BMW Motorsport      |

### Meisterschaftswertung
Die Tabelle zeigt die ersten 10 Plätze der Fahrerwertung nach neun Meisterschaftsläufen. Nelson Piquet gewann die zweite und letzte Meisterschaft, wobei er in den drei letzten Rennen der Meisterschaft siegreich war.
| Pos. | Fahrer             | Team                | Punkte |
| ---- | ------------------ | ------------------- | ------ |
| 1    | Nelson Piquet      | BMW Motorsport      | 90     |
| 2    | Alan Jones         | BMW Motorsport      | 77     |
| 3    | Hans-Joachim Stuck | Project Four Racing | 71     |
| 4    | Jan Lammers        | BMW Holland         | 69     |
| 5    | Carlos Reutemann   | BMW Motorsport      | 64     |
| 6    | Manfred Schurti    | Cassani Racing      | 48     |
| 7    | Hans Heyer         | GS-Tuning           | 41     |
| 8=   | Jacques Laffite    | BMW Motorsport      | 37     |
| 8=   | Marc Surer         | Sauber Motorsport   | 37     |
| 10   | Didier Pironi      | BMW Motorsport      | 34     |

## Nach-Procar-Ära

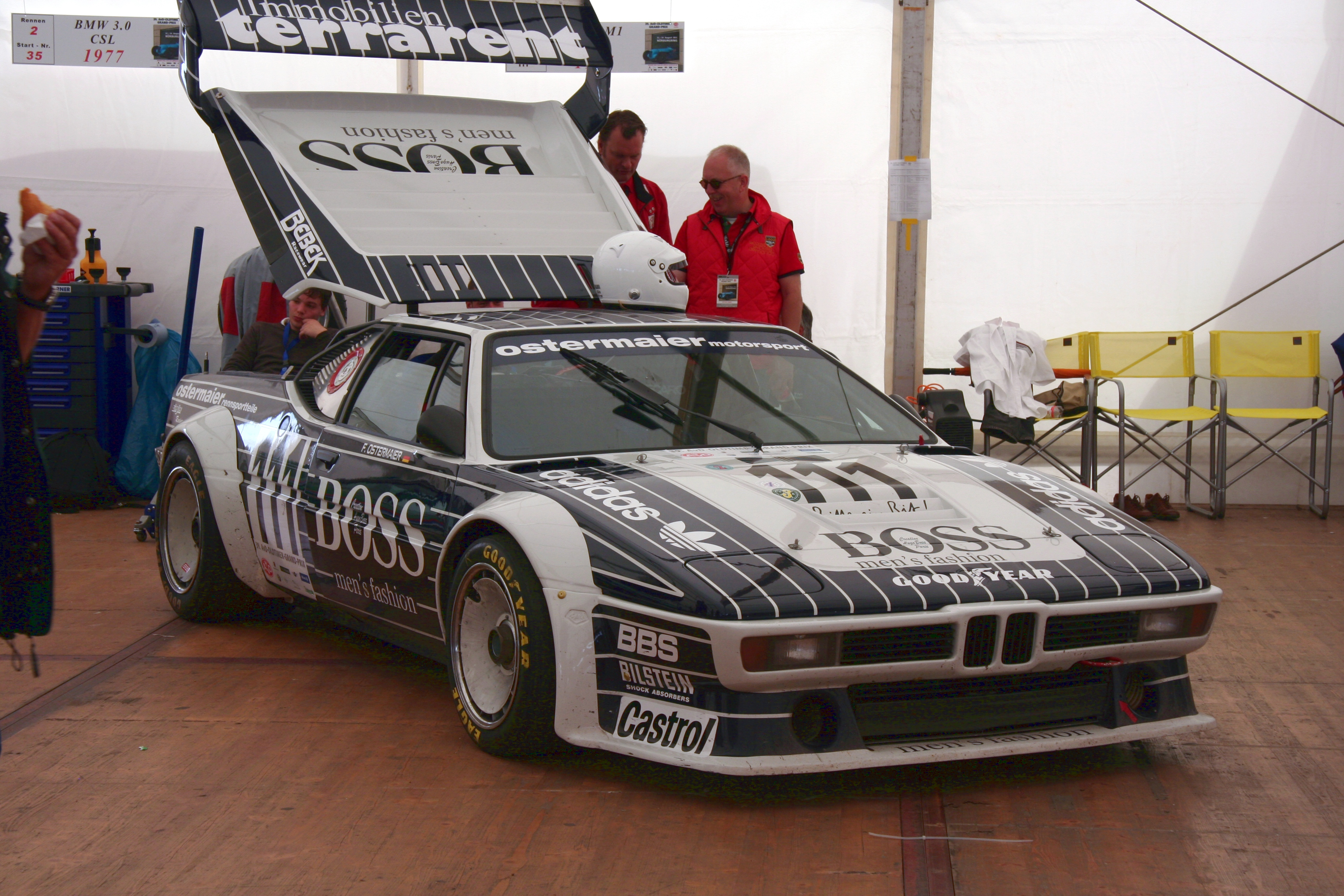
BMW M1 Rennwagen auf Basis eines BMW M1 Procars

Aufgrund der trotz Procar-Serie schleppenden Nachfrage nach der Straßenversion konnten die Homologationsvoraussetzungen für die Gruppe 4 erst zum 1. April 1981 erreicht werden. Doch währenddessen hatte die Konkurrenz nicht geschlafen, und so kam es nicht mehr zum Einsatz des BMW M1 in der Rennkategorie, für die er einst konzipiert worden war. Zudem gab BMW am 24. April 1980 bekannt, dass sich das Unternehmen als Motorenlieferant für die Formel 1 engagieren werde. Für eine Weiterentwicklung des BMW M1 wurden daher keine Mittel mehr zur Verfügung gestellt. Daher beschloss BMW nicht zuletzt aufgrund der Formel-1-Aktivitäten, die Procar-Serie 1981 nicht fortzusetzen.
Der BMW M1 kam aber nicht nur in den Procar-Rennen, sondern auch von 1979 bis 1986 bei den 24-Stunden-Rennen von Le Mans und in nationalen Meisterschaften zum Einsatz. Teilweise dienten dafür in der Procar-Serie verunfallte Rennwagen als Basis. Ein Beispiel dafür ist der BMW M1 mit BOSS/adidas-Werbung. Das Fahrzeug wurde 1981 von Obermaier Racing mit einem neuen Rahmen für die DRM aufgebaut und bis 1986 eingesetzt. Der Wagen fuhr 1980 unter anderem mit Jürgen Lässig in Hockenheim, auf dem Nürburgring und am Salzburgring. 1983 soll Leopold Prinz von Bayern den Wagen gefahren haben.